# リチャード・クレイダーマン
リチャード・クレイダーマン（Richard Clayderman, 1953年12月28日 - ）は、フランス出身のピアニスト、作曲家である。
本名はフィリップ・ロベール・ルイ・パジェス（仏: Philippe Robert Louis Pagès）。Richard Claydermanはフランス語では「リシャール・クレイデルマン」となるが、日本語メディアではもっぱら英語読みの「リチャード・クレイダーマン」で呼ばれる。

## 来歴

### デビュー以前
1953年12月28日、パリ郊外のロマンヴィルで生まれる。幼少時よりピアノに親しみ、5歳で作曲を始め、学校の教科書よりも楽譜の方がよく読めたという。6歳の時に流暢な指使いで聴衆を仰天させた。
パリ・コンセルヴァトワールに入学してからは天才と呼ばれ、16歳でコンセルヴァトワールを首席で卒業する。その後、最終的にポピュラー音楽の道を選び、初めはスタジオ・ミュージシャンや、有名歌手のバック・オーケストラのピアニストを務めた。
フィリップの評判を聞きつけたプロデューサーからポール・ドゥ・センヌヴィルとオリヴィエ・トゥッサンが行うオーディションの誘いを受ける。それは、音楽が過激に走っていく時代にあえてシンプルで美しいメロディーの普遍性を訴える新しいキャラクターによるピアニストを探しているところで、芸名は「リチャード・クレイダーマン」、デビュー曲は『Ballade pour Adeline』（渚のアデリーヌ）と決まっていたという。そこで集まった約20人の中からピアノのテクニック、音楽性、そして容姿のいずれにおいても優れていたのがフィリップで、センヌヴィルが設立した新しいレコード会社「デルファン」から1976年、同曲でリチャード・クレイダーマンとしてレコードデビューした。

### デビューから2000年まで
クレイダーマンのデビューシングルは、フランスではそれほど注目されなかったが、その後、西ドイツのテレビドラマの主題曲に使われたことにより全西独シングル・ヒット・チャートの第1位に輝き、これを契機にスペインなど周辺の国々でもヒットし、逆輸入の形でフランスでもヒットした。
この話を聞き、当時のビクター音楽産業がデルファン社とクレイダーマンに関する日本での独占販売契約を締結した（これは現在でも続いている）。1978年、日本で初めて彼のレコードが発売されると、すぐに評判になった。1980年には日本で初のコンサートを開き、「ニュー・イージーリスニング・ミュージック」として注目されるようになった。初訪日以来、毎年日本でコンサートを行うほか、全世界通して年300日はコンサートをしている。
現在の日本で、クレイダーマンの楽曲として最もよく知られている曲といえば、デビュー曲『渚のアデリーヌ』であるが、日本でその名を初めて広めたのは、1981年のシーボン化粧品の広告で流れた『愛のコンチェルト』であり、この広告は当時頻繁に流れ、たとえ曲のタイトルを知らなくても曲を聴けば「あの化粧品の曲だ」とわかるほどであった。1982年には『星のセレナーデ』に岸田智史と下田逸郎が歌詞をのせ、「潮風のセレナード」のタイトルで岸田がカヴァーした。
オリジナル曲は、センヌヴィルやプロデューサーのトゥッサン作曲のものが多い。
他の演奏家との共演も行っており、アルバムではロイヤルフィルハーモニー管弦楽団（『ピアノ・ラプソディ』 1985年）、ジェームス・ラスト・オーケストラ（『木漏れ日の詩』 1991年）、レイモン・ルフェーブル・グランド・オーケストラ（『郷愁の詩』 1995年4月21日）との共演盤がある。
1998年にテレビ番組『趣味悠々』にて『リチャード・クレイダーマンのピアノレッスン』と題し、司会・案内役に頼近美津子を迎え、毎回ピアニストを目指す生徒とともに、クレイダーマンが講師となって音楽やピアノのレッスンを行う内容の番組が放送された。

### 2001年以降
毎年5月前後に日本でコンサートを行うほか、世界各国で年300日はコンサートをしている。日本でのコンサートではデビュー曲の『渚のアデリーヌ』を始めとするオリジナルヒット曲や、映画音楽、世界を渡り歩いて出会った曲の数々、50年代ポップスから最新のポップス、そして日本の童謡、唱歌、歌謡曲など幅広いジャンルから選び抜き、電子楽器も多用した演奏活動を行っていた。
毎年世界各国で300日前後のコンサートをしていることを受け、ギネス記録にも認定され、2010年で来日コンサート30回目を迎えることとなり、デビュー30周年記念アルバム『栄光の奇跡』と、来日30周年記念アルバム『母に捧げる歌』も発売した。また、近年ではオリジナルヒット曲などのリメイクも話題になったり、新曲もコンスタントに発表するなど、現在もなお第一線で演奏活動を行っている。2006年頃からは、少人数のアンサンブル形式のバンドと合わせて演奏されている。また、4人組グループJULEPSなどアジア各国の音楽家とも、コンサートでゲスト競演している。
2012年には東日本大震災の被災地を訪れ、その模様は『TOMORROW beyond 3.11』で放送された。

## 人物
- 大変なはにかみ屋で[2]、物静かな人物である[2]。休日も出歩くことは滅多になく[2]、自宅でピアノを弾いたり音楽を聴いたり読書をして過ごすことが多い[2]。ピアノを集めるのも大好きで[2]、自宅に多くのピアノがある[2]。クレイダーマンが所有するピアノの中には日本製もある[2]。
- 外出する時も運転手付きの大型車ではなく[3]、愛車のBMWを自ら運転するか、友人とバスや地下鉄に乗って出かけるという[3]。楽屋で用意される飲食物もシャンパンやキャビアではなく[3]、サンドイッチとミネラル・ウォーターとリンゴがあれば充分と答えている[3]。
- 酒やたばこは一切たしなまない[3]。

## 代表曲
| 日本語題                         | フランス語題                                     | 備考 |
| -------------------------------- | ------------------------------------------------ | --- |
| 渚のアデリーヌ                   | Ballade pour Adeline                             | |
| 星空のピアニスト                 | Lyphard Melody                                   | イトーヨーカドーの閉店時間のBGMにも使われている。 |
| 秋のささやき                     | A comme Amour                                    | TBS系列ドラマ『愛の滑走路'81』の主題曲 |
| 恋はピンポン                     | Ping pong sous les arbres                        | CBC系列スポット番組『ちびっこ展』の主題曲 |
| 愛しのクリスティーヌ             | Souvenirs d'enfance                              | |
| 夢の中のウェディング             | Mariage d'amour                                  | |
| 母への手紙                       | Lettre à ma mère                                 | |
| ノスタルジー                     | Nostalgy                                         | |
| パンドラの旅                     | Voyage à Venise                                  | |
| ドランの微笑                     | dorannes melody                                  | |
| 愛のコンチェルト                 | Concerto pour une jeune fille nommée "je t'aime" | シーボン化粧品の広告 |
| 午後の旅立ち                     | Triste cœur                                      | テレビ朝日系列ドラマ『午後の旅立ち』の主題曲 |
| 子供のためのロンド               | Rondo pour un tout petit enfant                  | |
| ほほえみのバネッサ               | Les premiers sourires de Vanessa                 | 多摩川競艇場舟券発売締切前BGM |
| 鳥を夢みて                       | Murmures                                         | 静岡朝日テレビクロージング前天気予報BGM |
| 星のセレナーデ                   | Sérénade de l'étoile (coup de coeur)             | 映画『ペーパー・ファミリー』の主題曲 MROテレビ天気予報BGM |
| アナスターシャ最後の日々         | Les derniers jours d'Anastasia Kemsky            | |
| レディー・ディー                 | Lady Di                                          | 元々はイギリスのダイアナ元皇太子妃をイメージして作曲されたもの（実際の英語の発音は「レディー・ダイ」）。 ショコラ・パリをイメージした江崎グリコ「一粒チョコレート（アーモンド、セシル、アフロス）」のCMソング。 NBCテレビ天気予報BGM |
| 虹色の心                         | Couleur tendresse                                | フジテレビ系列ドラマ『変身願望』の主題曲 |
| 綿の国星のテーマ                 | un blanc jour d'un chaton                        | アニメ『綿の国星』の主題曲 |
| 美しいままで                     | Une folle envie d'aimer                          | |
| エレアナの瞳                     | Eleana                                           | |
| 林の小路                         | Promenade dans les bois                          | |
| プリンス・オブ・ライジング・サン | Prince Of The Rising Sun                         | 日本の皇太子・徳仁親王（当時）を主題とした曲 |

## 主なオリジナルアルバム
| タイトル             | タイトル                                         | 発売年 | 発売年   |
| 日本語題             | フランス語または英語題                           | 日本   | フランス |
| -------------------- | ------------------------------------------------ | ------ | -------- |
| 星空のピアニスト     | lyphard melodie                                  | 1979   | 1977     |
| 秋のささやき         | A comme Amour                                    | 1980   | 1978     |
| 愛しのクリスティーヌ | Lettre à ma mère                                 | 1981   | 1980     |
| 愛のコンチェルト     | Concerto pour une jeune fille nommée "je t'aime" | 1982   | 1981     |
| パンドラの旅         | Voyage à Venise                                  | 1983   | 1982     |
| 星のセレナーデ       | Coup de cœur                                     | 1984   | 1983     |
| 虹色の心             | Couleur tendresse                                | 1985   | 1984     |
| 綿の国星             | Un blanc jour d'un chaton                        | 1986   | 1985     |
| アムール             | amour                                            | 1987   | 1986     |
| 愛のソナタ           | les sonata                                       | 1988   | 1987     |
| エレアナの瞳         | ELEANA                                           | 1998   |          |

- 日本におけるアルバムには、オリジナル曲や、カバー曲を交えての構成が多く、ベスト・アルバム的要素をもつ。近年ではベスト・アルバム、コンピレーション・アルバム、カバー・アルバム、セッション・アルバム、クラシックアルバムなど多岐にわたる。
- 当初レコードとして発売されていたオリジナル・アルバムがCD化されて発売されることもある[注釈 2]。

## 日本公演
- 1980年の来日から毎年欠かさずコンサートを行っている。中でも1983年後楽園球場で行われた『星空のコンサート』は野外でのコンサートとなり、まさに星空を見ながらのコンサートとなった。現在では、毎年5月頃に東京を始め日本各地でコンサートを行っている。

## 出演番組
- 趣味悠々『リチャード・クレイダーマンのピアノレッスン』（NHK教育、1998年1月8日 - 4月2日）
- 谷村新司のショータイム（BSプレミアム、2011年6月11日）
- TOMORROW beyond 3.11（NHKワールド。日本ではNHK BS1、2012年7月3日）